# 第四共和國 (大韓民國)
第四共和國（：／ Je Sa Gonghwaguk），又稱維新體制時代（／ Yusin Cheje Sidae），是大韓民國於1972年至1981年間存在的歷史政權。
第四共和國是在1972年憲法公投中批准《維新憲法》的基礎上成立的，該憲法將總統朴正熙實際上的獨裁權力納入法律，並繼承了此前的第三共和國。朴正熙及其所屬的民主共和黨實施中央集權的維新體制，直至1979年10月26日朴正熙遇刺身亡。朴正熙逝世後，第四共和國在繼任總統的崔圭夏領導下進入政治不穩定時期，此後更宣佈加強非常戒嚴令。1979年12月12日，全斗煥發動雙十二政變，崔圭夏政府被架空權力，並開始武裝鎮壓反對非常戒嚴令的光州民主化運動。1980年5月17日，全斗煥擴大非常戒嚴範圍，建立以國家保衛非常對策委員會為核心的軍事獨裁政權並解散國會，其後於8月的總統選舉中經統一主體國民會議當選為總統。隨著新憲法於1981年3月通過，第四共和國宣告終結，由第五共和國取而代之。

## 歷史

### 背景
1961年7月3日，朴正熙少將在領導五一六政變推翻第二共和國兩個月後以國家重建最高會議議長的身份正式上台執政，自此他一直作為韓國領導人。朴正熙、金鍾泌等軍部成員成立了臨時性質的軍政府——國家重建最高會議行使行政權及立法權，並將韓國經濟發展視為優先發展事項，但期間面臨美國要求恢復文官政府的強大壓力。1963年8月30日，朴正熙宣佈放棄軍職並加入民主共和黨，以普通民眾身份參選總統。10月15日，朴正熙於總統選舉以46.65%對45.10%的微弱優勢擊敗民政黨候選人、去年辭職的前總統尹潽善。12月17日，第三共和國宣告成立，朴正熙於同日正式就任總統，並宣佈回歸國會領導下的文官政府。然而，政府主要由最高會議的成員組成，而國會則由朴正熙領導的民主共和黨佔多數。1967年總統選舉，朴正熙以51.44%得票率再度擊敗是次代表新民黨出選的尹潽善，成功連任總統。1969年，國會通過憲法修正案，允許總統連任兩次、任職三屆四年任期。1971年總統選舉，朴正熙以53.20%得票率擊敗新民黨候選人金大中，再度連任總統。
朴正熙於1960年代頗受歡迎，但從1970年代初開始，他面臨國內民眾與競爭對手的反對聲音日益增長，令受歡迎程度有所下降。1971年國會選舉，最大在野新民黨得票率從上屆國會選舉的32.7%上升至44.4%，令執政民主共和黨失去原有的三分之二的絕對多數議席，這阻斷了朴正熙通過修憲繼續執政的可能性。隨著1960年代經濟的高速增長一度放緩，民眾對朴正熙獨裁統治的不滿與日俱增。此外，朴正熙對於冷戰政治局勢的變化感到焦慮，特別是在美國總統理查德·尼克森提出尼克森主義後，美國對共產主義陣營政策的變化。朴正熙政府的合法性依賴堅定的反共主義，他認為韓國盟友對此的任何緩和政策均會威脅到其統治的基礎。1971年12月6日，朴正熙以「基於國際情勢的危險現實」為由，宣佈韓國進入緊急狀態。

### 建立

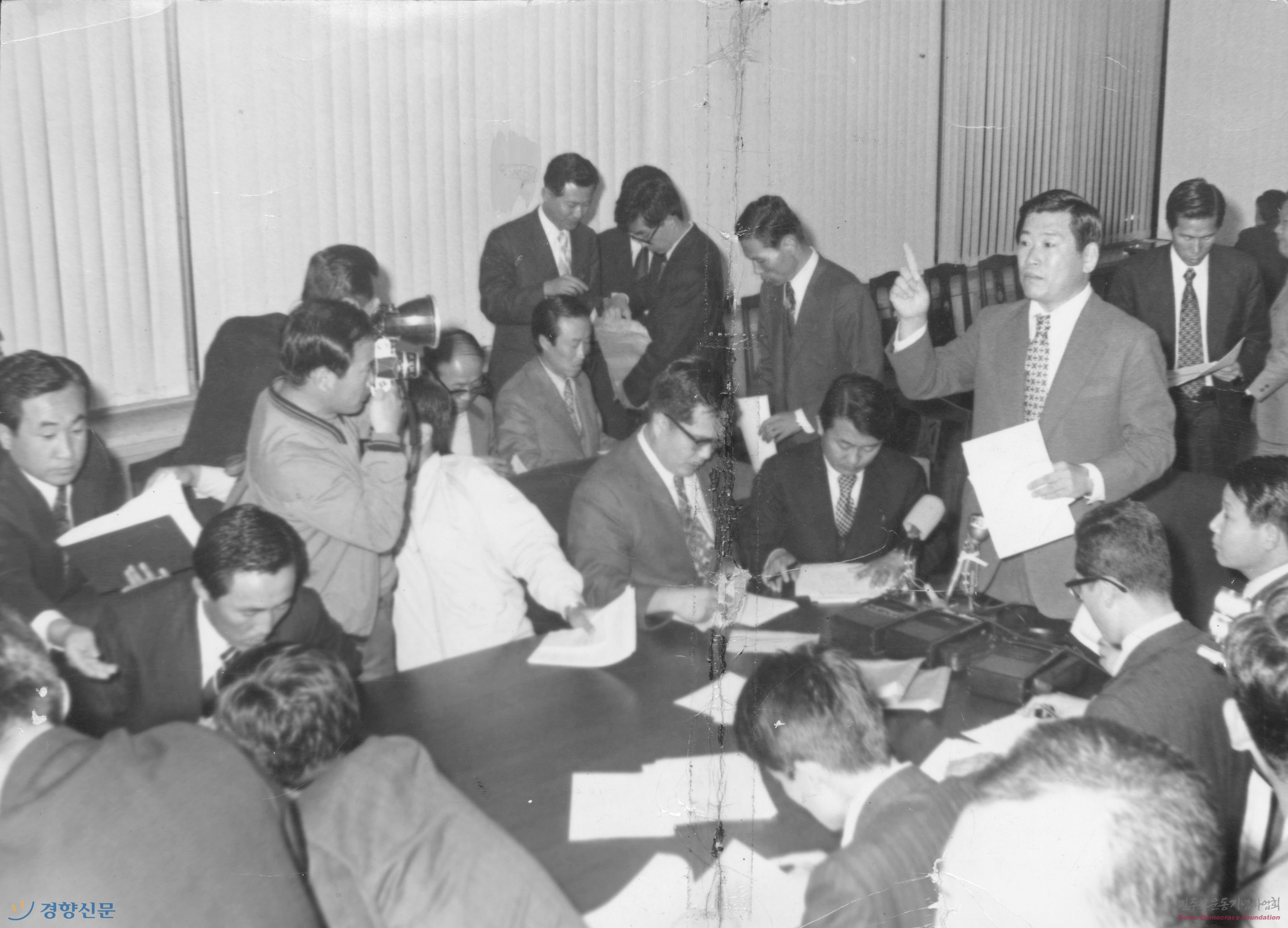
1972年10月17日，青瓦臺發言人金聖鎮於記者會上公佈十月維新內容。

1972年10月17日，朴正熙发动自我政變。他發佈非常戒嚴令，宣佈全國範圍實施戒嚴、解散國會、終止《第三共和國憲法》部份條文效力並著手制定新憲法，「為祖國和平統一及國際情勢的劇變做好制度準備」。隨後，國務會議將這場自我政變統一命名為十月维新。朴正熙發起十月維新的靈感源自菲律賓總統費迪南德·馬可斯，後者在幾週前策劃了一場類似的自我政變。10月27日，朴正熙政府頒佈《以祖國和平統一為目的之憲法修正案》，即《維新憲法》。

### 維新憲法體制

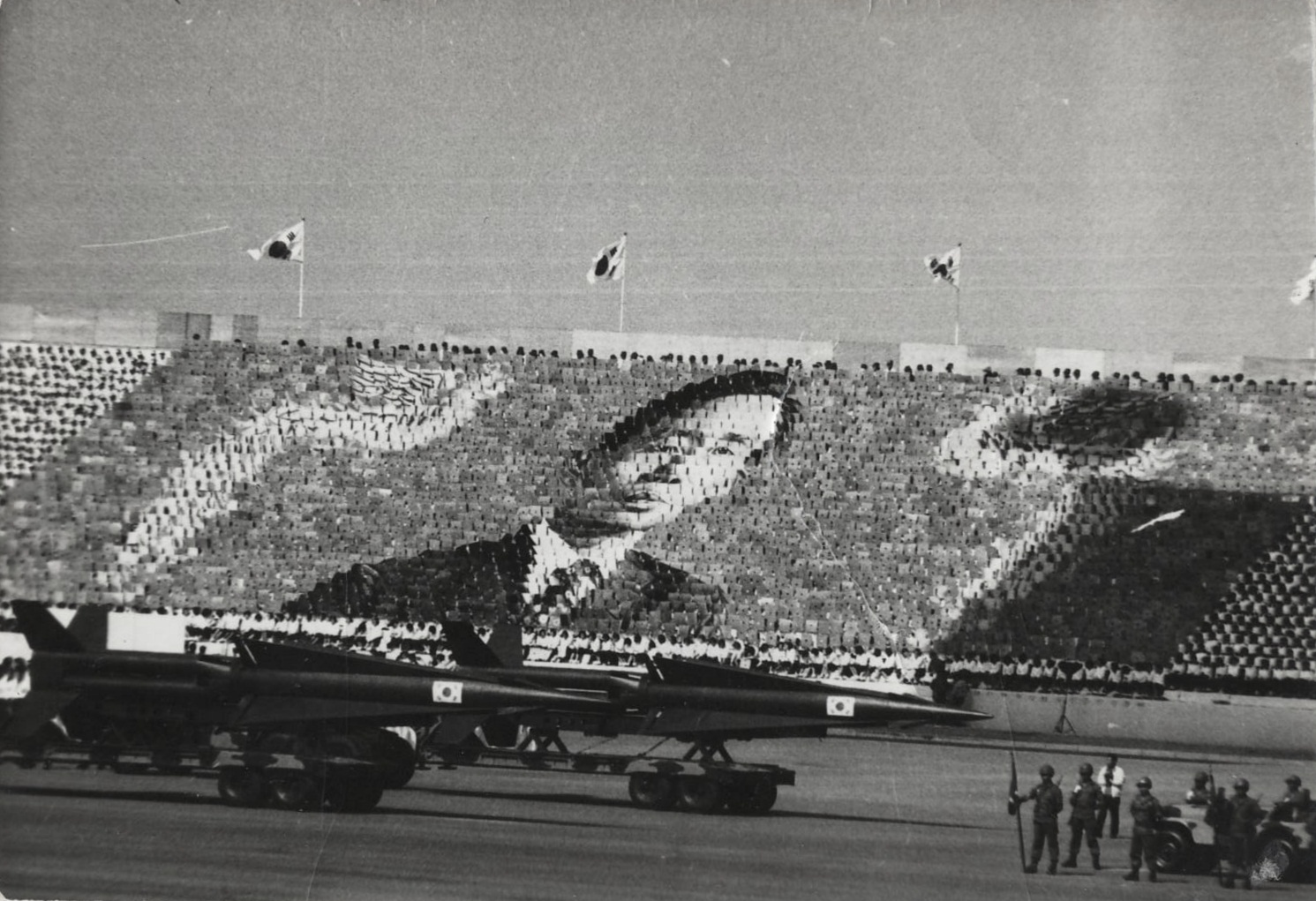
維新體制中包含個人崇拜的組成部份：總統朴正熙的肖像需懸掛於所有政府機構，並出現在郵票內。圖中為1973年10月1日的國軍日閱兵儀式上以翻板組字呈現的朴正熙肖像。

第四共和國奉行《維新憲法》（／ Yusin Heonbeop），而伴隨該憲法所實施的政治制度則稱作維新體制（／ Yusin Cheje）。其中，「維新」詞源與由明治天皇進行的改革、使日本於19世紀末開始崛起為世界強國的明治維新（／ Meiji Ishin）相同，兩者均同樣出自西周詩歌總集《詩經》中《大雅·文王篇》的「周雖舊邦，其命維新」。「維新」一詞亦暗示維新憲法賦予總統如同天皇般的帝王角色，該憲法實際上將所有執政權力集中在朴正熙手上。《維新憲法》是一部高度集權的法律，其特點是賦予總統廣泛的行政權及立法權：總統任期延長至六年且沒有連任限制；總統由統一主體國民會議以間接選舉產生，該會議是一個由公民直接選舉產生的選舉人團；總統被賦予巨大權力，有權中止憲法所規定的自由，並以法令統治。國會只獲得了一項特權，即透過不信任動議罷免國務會議。但即便如此，這亦只是一紙空文，因為總統不但可以隨意解散國會，還有權任命其中三分之一的議員來保證執政黨佔國會多數議席。從各方面來看，《維新憲法》都將朴正熙自1971年12月以來行使的緊急權力納入法律，實際上將其總統任期變成合法的獨裁統治。這部新憲法引起廣泛抗議，但仍無阻礙其實施。
朴正熙認為，西方國家的自由民主並不適合韓國，因為韓國經濟仍處於發展階段。相反，他認為總統權力強勢且不受挑戰的「韓式民主」才是維護國家穩定的唯一途徑。
1972年11月21日，朴正熙政府舉行修憲公投，最終《維新憲法》以91.9%投票率、91.5%的壓倒性贊成票獲得通過；第三共和國至此正式終結，韓國進入第四共和國時期，亦稱作維新體制時代。朴正熙於1972年選舉以99.92%得票率第四次當選總統、1978年選舉以99.85%得票率第五次當選總統，兩次都沒有其他候選人競爭。
1970年代，隨著朴正熙的支持率不斷下降以及民眾對其獨裁統治的容忍度不斷下降，第四共和國亦經歷更大程度的不穩定。《維新憲法》允許朴正熙合法且更公然地侵犯公民自由，特別是壓制日益高漲的反對聲音，但這卻加劇了民眾對其政權的抵抗。朴正熙曾經多次承諾要實現全面民主轉型，但很少人相信他這番言論。

#### 金大中遭綁
1971年總統選舉後不久，金大中遭遇車禍，導致其髖關節永久性損傷。金大中認為此事件是朴正熙策劃的一次暗殺未遂，為了自身安全，他決定逃往日本，並在當地與其他持不同政見者共同組織民主運動。1972年《維新憲法》頒佈後，金大中開始自我流亡日本。
1973年8月8日，金大中於東京格蘭皇宮大飯店出席民主統一黨舉行的聚會期間遭到綁架。據金大中稱，綁架者可能打算在前往韓國的途中將他扔下朝鮮海峽並活活淹死。然而，就在綁架者把金大中帶到甲板上時，日本海上自衛隊開始追擊並向船隻發射了一枚照明彈，最終他們被迫放棄這項計劃。金大中隨後被帶到釜山，在被綁架五日之後，他於漢城獲釋放並自行返回其家中。

#### 人民革命黨事件
1974年4月25日，中央情報部以違反《國家保安法》為由逮捕了1,024人接受調查，其中253人移送至非常軍法會議拘留，他們被指控試圖重建朝鮮支持的激進社會主義組織「人民革命黨」。第一次人民革命黨事件發生於1964年8月14日，當時有41人因涉嫌創建該組織違反《反共法》而被捕。與上次情況類似，第二次事件大多數被捕者最終無罪釋放。1975年4月8日，最高法院宣佈最終判決，23名被告中，8人被判處死刑、15人各被判處無期徒刑或15至20年監禁。被判處死刑的被告於判決宣佈後僅18小時就進行處決。
人民革命黨事件於韓國以外引起關注，並對朴正熙政府帶來了負面影響。在韓國國內，由於嚴格的審查法律，有關該事件的了解僅限於第一手經驗以及透過大學與教會秘密分享的外國報章的資訊。多數人認為，人民革命黨事件是朴正熙為了打壓民主派而非清除共產黨員，此事件的消息迅速傳播，鼓舞了韓國國內外的民主運動。

#### YH事件
1979年3月30日，假髮出口商YH貿易公司因經營情況惡化宣佈破產倒閉，此決定引起該公司工會及員工的強烈反對。4月13日起，工會方面發起長時間的靜坐示威，要求公司業務正常化及保障工人權益。8月9日，在最大在野新民黨總裁金泳三的同意下，YH貿易公司的員工移師至該黨總部繼續靜坐抗議。隨後，國會就此事展開討論。8月11日，1,000多名警察進入新民黨總部強制驅逐並帶走172名示威員工。警察於清場過程中與金泳三及其他新民黨黨員發生衝突，引致多人受傷，其中女工金景淑墮樓身亡。YH事件成為兩個月後的釜馬民主抗爭的導火線之一。

#### 釜馬事態

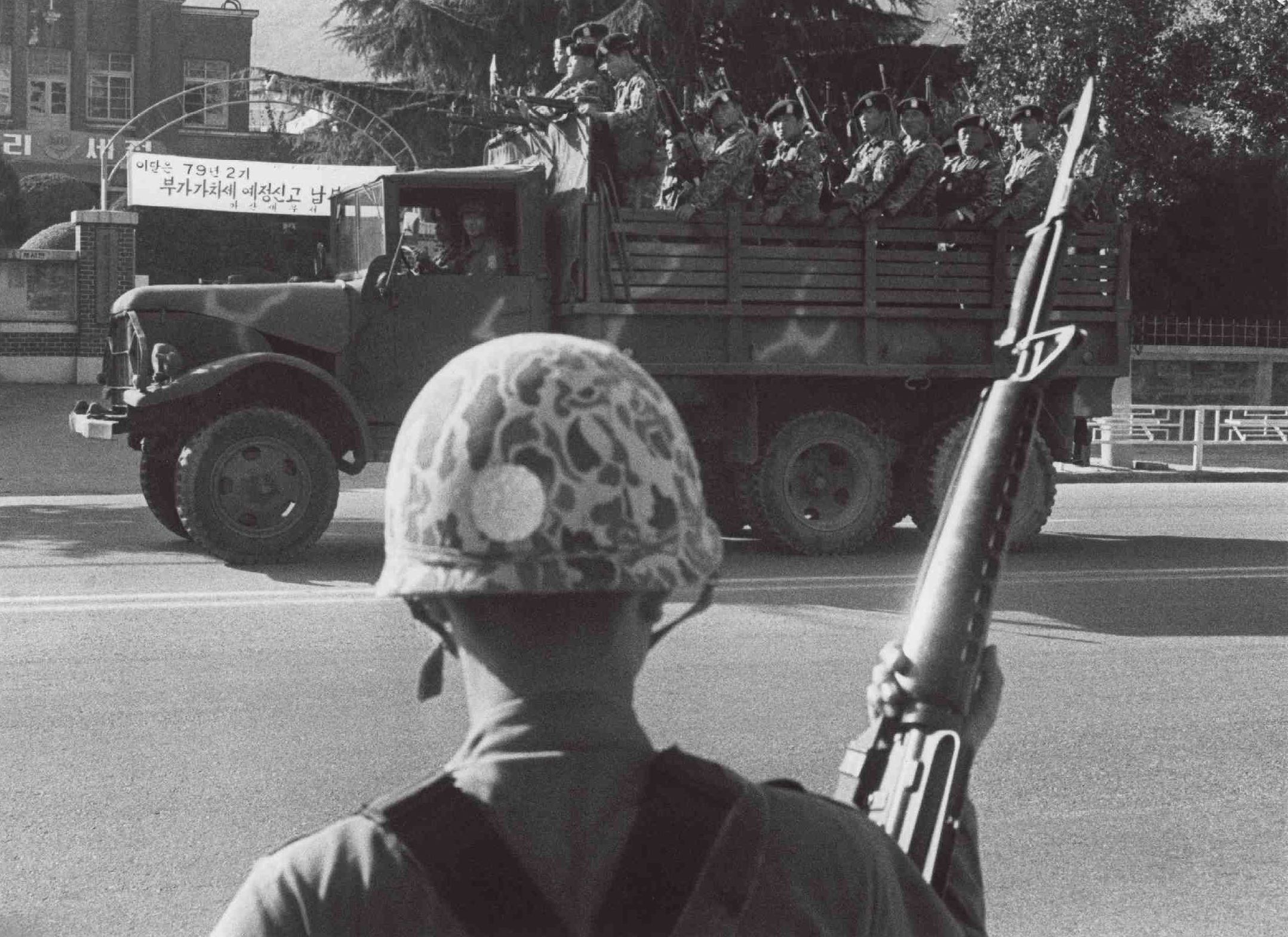
空降部隊進駐馬山以應對釜馬事態

1979年9月16日，金泳三在接受《紐約時報》訪問時表示，美國應撤回對朴正熙政府的支持，引起朝野爭論。10月4日，執政民主共和黨主導的國會以突襲式通過將金泳三除名的決議案，其議員資格被褫奪。10月16日起，金泳三的根據地釜山、馬山相繼爆發大規模抗議，要求撤銷有關褫奪決定、廢除維新體制及立即實施民主化等。釜馬事態讓朴正熙產生巨大的危機感，最終他決定採取武力鎮壓示威，以防止局勢失控。朴正熙於10月18日宣佈對釜山實施非常戒嚴令、10月20日宣佈對馬山實施衛戍令。

### 朴正熙遇刺
1979年10月26日，總統朴正熙與總統警衛室長車智澈遭中央情報部長金載圭開槍暗殺身亡，另外四名警衛室官員亦分別被隨行的中央情報部特工殺害。此次暗殺事件結束了朴正熙長達18年的統治，並引發韓國政治局面動盪。自1975年起擔任國務總理的崔圭夏以代理總統身份掌權。然而，他很快就被軍方內部的競爭派系邊緣化。朴正熙逝世後，崔圭夏隨即宣佈除濟州島外的全國範圍實施非常戒嚴令，由陸軍參謀總長鄭昇和上將擔任戒嚴司令官。隨後，鄭昇和任命國軍保安司令官全斗煥少將領導聯合搜查本部對此事進行調查。

### 全斗煥掌權

雙十二政變部隊駐守於景福宮外戒備

1979年10月27日，全斗煥單方面接管中央情報部及政府情報機構。12月6日，統一主體國民會議依照《維新憲法》的框架於總統選舉選出崔圭夏為總統。然而，全斗煥、盧泰愚等一心會成員於六日之後便發動雙十二政變，強行逮捕並拘留鄭昇和。此時，崔圭夏實際上已失去權力。
1980年4月14日，全斗煥自任中央情報部長。5月17日，崔圭夏在全斗煥為首的新軍部的影響之下宣佈延長非常戒嚴令，並將戒嚴範圍擴大至全國，建立以國家保衛非常對策委員會為核心的軍事獨裁政權並解散國會。5月18日起，光州開始爆發大規模抗議活動。全斗煥以強硬手段回應，出動軍隊暴力鎮壓參與抗議活動的民眾，造成約200至600人死亡。光州事件最終以當局成功鎮壓收場，但此事鞏固了韓國民眾追求民主化的決心。8月16日，崔圭夏宣佈辭職並由代理國務總理朴忠勳暫代總統權限。8月27日，全斗煥在沒有競爭對手下，於總統選舉中獲統一主體國民會議的99.37%得票率當選總統。10月，全斗煥宣佈廢除所有政黨，之後隨即頒佈新憲法，其集權程度相對較朴正熙的《維新憲法》略低，但仍賦予總統相當巨大的權力。

### 終結
1981年1月15日，全斗煥創立民主正義黨，該黨實際上繼承了韓國自1963年以來的執政黨、由朴正熙領導的民主共和黨。2月25日，全斗煥於總統選舉中以90.23%得票率再次當選總統，開啟為期七年的單一任期；第四共和國隨之終結，韓國進入第五共和國時期。

## 經濟

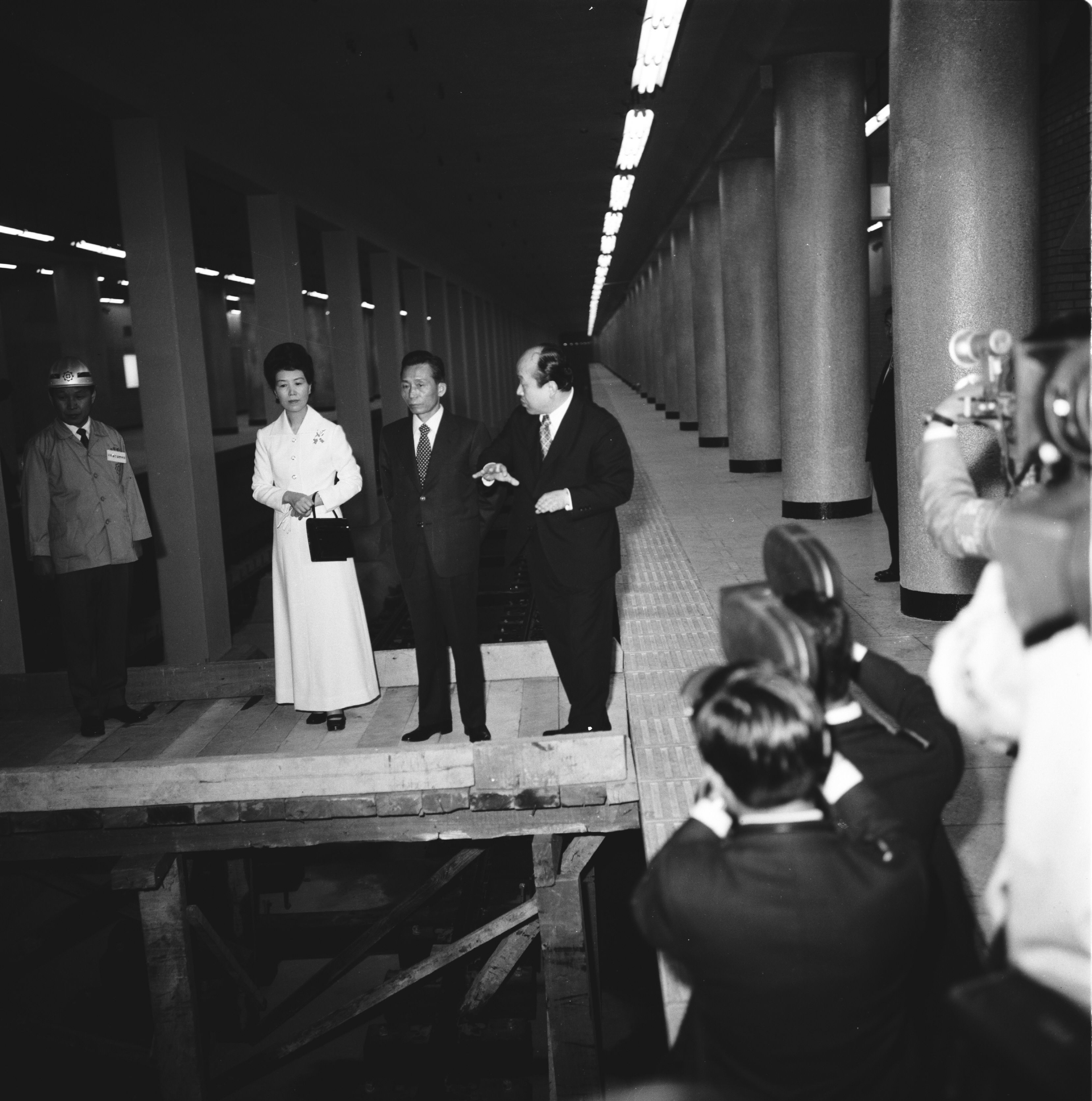
漢城市政府共斥資約330億韓圓興建地下鐵，到1974年4月完成全部建設。圖中為總統朴正熙及第一夫人陸英修於1973年4月13日視察即將完工的市廳站路段。

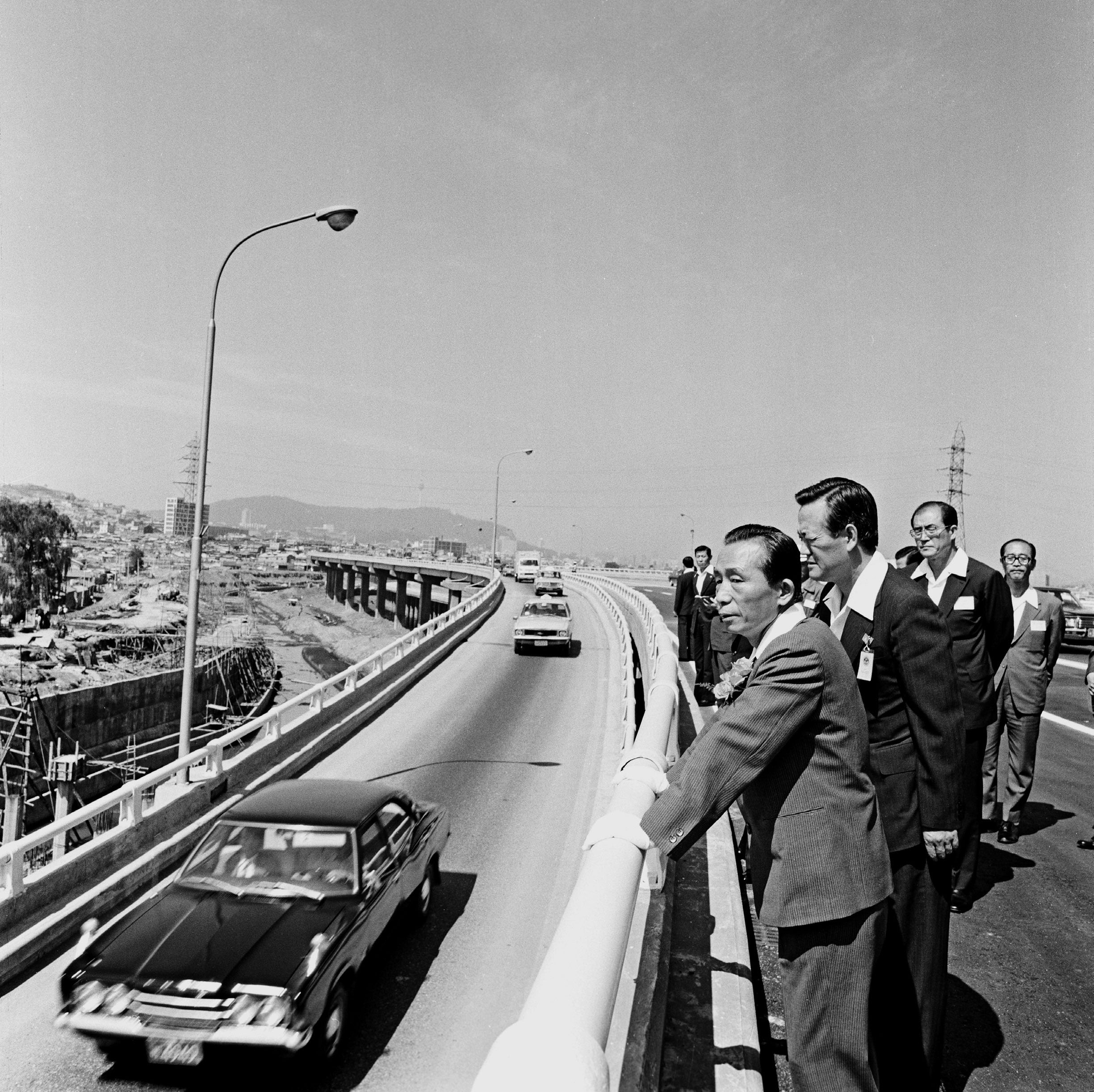
1976年7月5日，總統朴正熙出席千戶大橋竣工儀式。

第四共和國時期的韓國經濟繼續保持了高速增長的態勢，在朴正熙的領導下，韓國於短短十多年間便由原本一個以農業為主的貧窮國家蛻變為中等發達國家及新興工業化國家。
朴正熙政府放棄原本已高度發展的輕工業，改為投資重工業，稱為重化工業驅動計劃。1966年至1969年的韓朝非軍事區衝突是推動韓國轉為發展重工業的主要因素，這場衝突令韓國領導層擔心，如果沒有美國的大量援助，韓國將缺乏自給自足的能力抵禦朝鮮的攻擊。1960年代末，隨著美國越來頻繁介入越南戰爭，韓國領導層認為美國從駐韓美軍調動太多軍隊到印度支那半島將使韓國更容易受到朝鮮威脅，朝鮮於非軍事區的另一邊聚集了數量龐大的軍隊，更擁有幾乎全用於軍隊後勤供應的工業基地。因此，韓國認為發展重工業是抵禦朝鮮潛在侵略的生存之道，並著手建設能夠支持現代化軍隊的工業基礎設施。朴正熙決定將國家經濟發展能力集中到幾個重點產業的發展：鋼鐵、石化、汽車、機床、造船，以及電子。朴正熙吸納了由大型家族經營的綜合企業——即財閥，因為他們擁有發展這些產業的資本。
重化工業驅動計劃雖然成功發展韓國的重工業，但同時亦帶來嚴重的政治及社會影響。由於朴正熙未能兌現民主化承諾，工人階級的野貓罷工以及學生反對他的抗議活動日益頻繁，亦是構成其於1979年遇刺身亡的因素之一。環境破壞及工業事故令民眾出現健康問題，其中一種污染疾病稱為「溫山病」，因影響著位於蔚山郊區的工業重鎮溫山一帶的居民而得名。
第一次石油危機後，中東產油國提高油價，對韓國重工業經濟發展帶來壓力，但韓國建築企業於中東國家活躍，並從中獲得大量外匯。
1978年4月29日，釜山附近的古里核電廠的第一座核反應堆開始運作。

## 外交

### 韓朝關係
美國中央情報局的秘密文件披露，朴正熙於1972年10月發起自我政變之前曾經事先知會朝鮮，向平壤當局表明將建立維新體制。
韓朝雙方於1972年8月30日至1973年7月13日期間輪流在漢城及平壤共舉行了七輪紅十字會會談，商討合辦南北離散家族重聚活動。1973年6月23日，朴正熙發表《對有關和平統一外交政策之特別宣言》（即《六二三宣言》），表示韓國願意尋求與朝鮮同時成為聯合國成員國，以及在平等互惠的原則下對意識形態與制度不同的社會主義國家開放門戶，並在此基礎上實現朝鮮半島統一的最終目標。

### 韓美關係

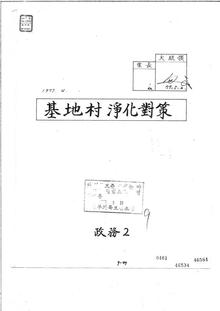
總統朴正熙於1977年簽署的基地村淨化行動

國際外交的各種事件促使朴正熙政府重新思考其外交立場。其中，美國與中華人民共和國外交關係正常化令民眾對韓國在冷戰中能否依賴美國的支持產生懷疑。韓美關係於美國總統吉米·卡特任期內達至建交以來最惡劣的時期。朴正熙因卡特倡導人權外交、民主主義、撤軍等主張而試圖秘密研發核武器，令韓美關係陷入困境。
1977年1月26日，卡特下令美國國務院、國防部及安全相關機構重新審視朝鮮半島政策，包括削減駐韓美軍。朴正熙最初反對美國從韓國撤軍的政策，但後來以「你想怎樣就怎樣」的方式回應。1月下旬，卡特派出美國副總統沃爾特·蒙代爾前往日本，通知駐韓美軍將逐步撤出。然而，蒙代爾卻未到訪韓國告知此事，這種外交上的無禮行為激起朴正熙政府的嚴重不滿。其後，卡特透過美國駐韓大使理查·施奈德及駐韓美軍司令約翰·維西給予朴正熙信件。2月15日，朴正熙收到該信件，卡特於信中重申美國對韓國安全承諾的同時亦提到美軍撤出韓國，並敦促朴正熙改善其人權政策。朴正熙將此視為羞辱而未回應，韓美關係於1970年代末期達至冰點。
1979年6月29日，卡特訪問韓國。朴正熙與卡特表面上以盟友的身份會面，但兩人在人權政策、駐韓美軍撤離等議題上出現摩擦，未能達成協議。卡特甚至在展開訪問行程之前向韓國施壓，稱如果韓國不糾正侵犯人權的行為，美國就會撤軍。卡特於訪問期間並沒有按照朴正熙的邀請入住迎賓館，而是一反常態選擇住在漢城龍山區的美國第八集團軍司令部龍山基地。在兩國首腦會談中，朴正熙就美國撤軍的不正當性對卡特進行長達40多分鐘的「講課」，憤怒的卡特把一張紙條遞給在場的美國國務卿賽勒斯·萬斯，紙上寫道：「如果這傢伙（朴正熙）兩分鐘內不閉嘴，我就離開。」由於受到韓美兩國政界與民間的反對，撤軍議題最終以卡特裁減約3,000名駐韓美軍了事。
朴正熙政府於1960年代至1970年代間推行預防性傳染病措施，並加強對美軍慰安婦的教育。

### 韓日關係
隨著中央情報部策劃將身處東京的金大中綁架回國，以及韓裔日本人文世光赴韓試圖刺殺朴正熙未遂並造成第一夫人陸英修身亡，韓國與日本間的外交關係於1970年代一度走向瀕臨斷交的地步。其後經過美國調解及韓日雙方的努力下，兩國關係作出重新調整並得以緩和。

### 韓中關係
朴正熙政府的對華政策大致與李承晚的第一共和國時期相若，對中華人民共和國抱持敵意，並與中華民國保持關係。中華民國總統蔣中正於1975年逝世後，朴正熙隨即致悼辭並派出國務總理金鍾泌到臺北弔唁。在《六二三宣言》發表後，韓國亦曾經嘗試改善與中華人民共和國的關係，但由於北京當局沒有回應，最終徒勞無功。

### 不結盟運動國家
隨著國際情勢的變化，韓國外交逐漸轉向與不結盟運動國家及中立國建立更緊密的關係。韓國改變了原有的外交政策，即使與其存在外交關係的國家跟朝鮮建交亦不會採取斷交行動，並努力尋求跟與朝鮮建交的國家建立外交關係。
除了既有的美國、中華民國、英國、法國、西德等傳統盟友外，朴正熙、崔圭夏及全斗煥三屆政府均致力與印度尼西亞、印度、孟加拉、新加坡、斯里蘭卡、加納、尼日利亞、阿聯酋等眾多不結盟運動國家建立外交關係。韓國在第四共和國時期的邦交國數量由1972年的85個增至1981年的116個。

## 軍事

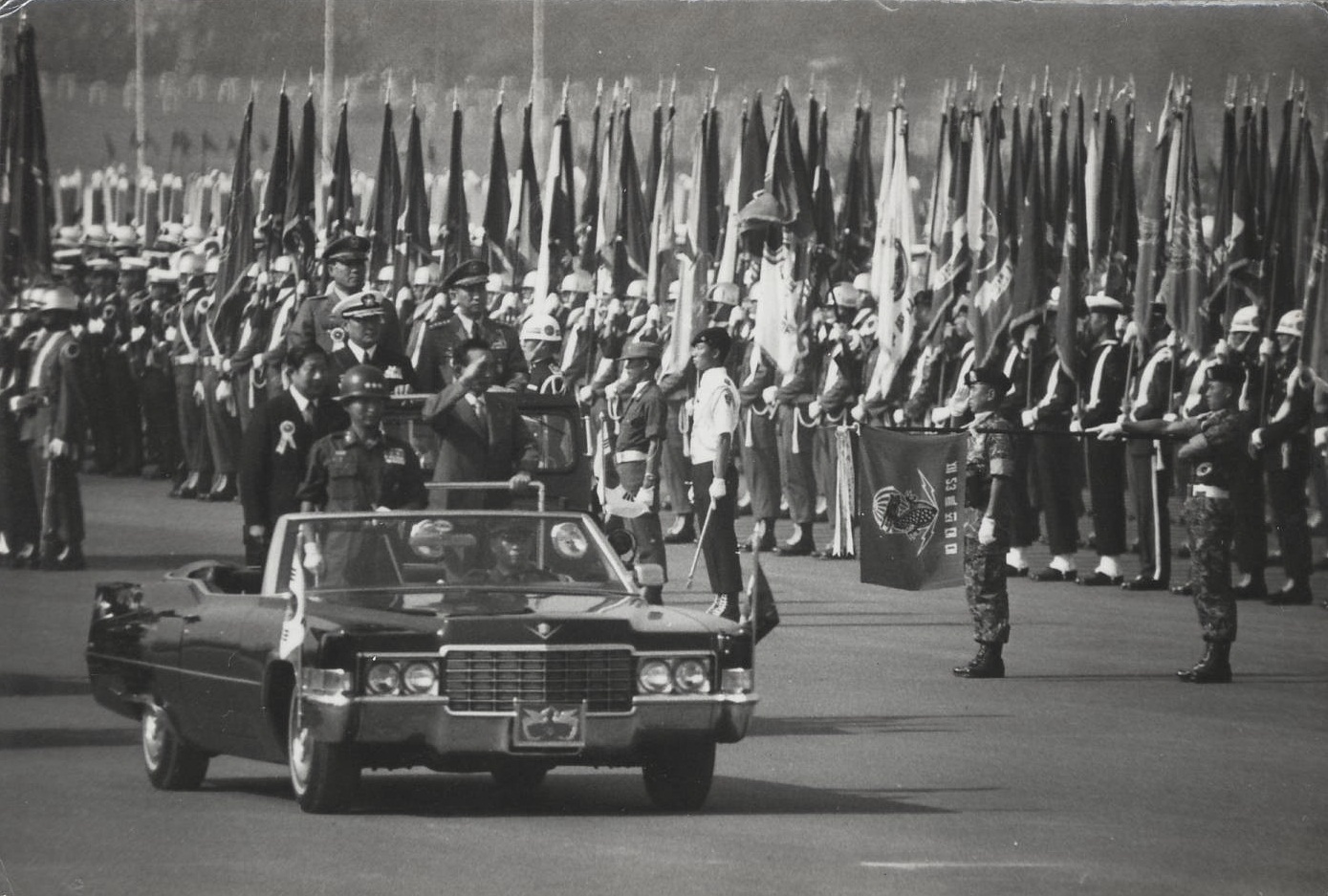
總統朴正熙於1973年國軍日上檢閱軍隊

第四共和國時期的韓國強調自主國防，積極發展國防工業、研發武器及增強軍隊戰鬥力，從而減少軍事上對美國的依賴。1975年，韓國建立作戰預備部隊，並於11月成功進行反艦導彈試射。1977年1月，除核武器及戰鬥機外的所有武器宣告實現國產化。1978年9月26日，韓國成為世界上第七個成功試射國產遠程彈道導彈及多管火箭炮的國家。
此外，朴正熙於1970年代曾經嘗試推行核武器開發計劃，以應對因美國抽調駐韓美軍而引致的朝鮮潛在威脅增加。但由於美國就此事持續施加壓力，最終韓國在第五共和國時期被迫放棄有關計劃。

## 社會

### 東亞日報白紙廣告

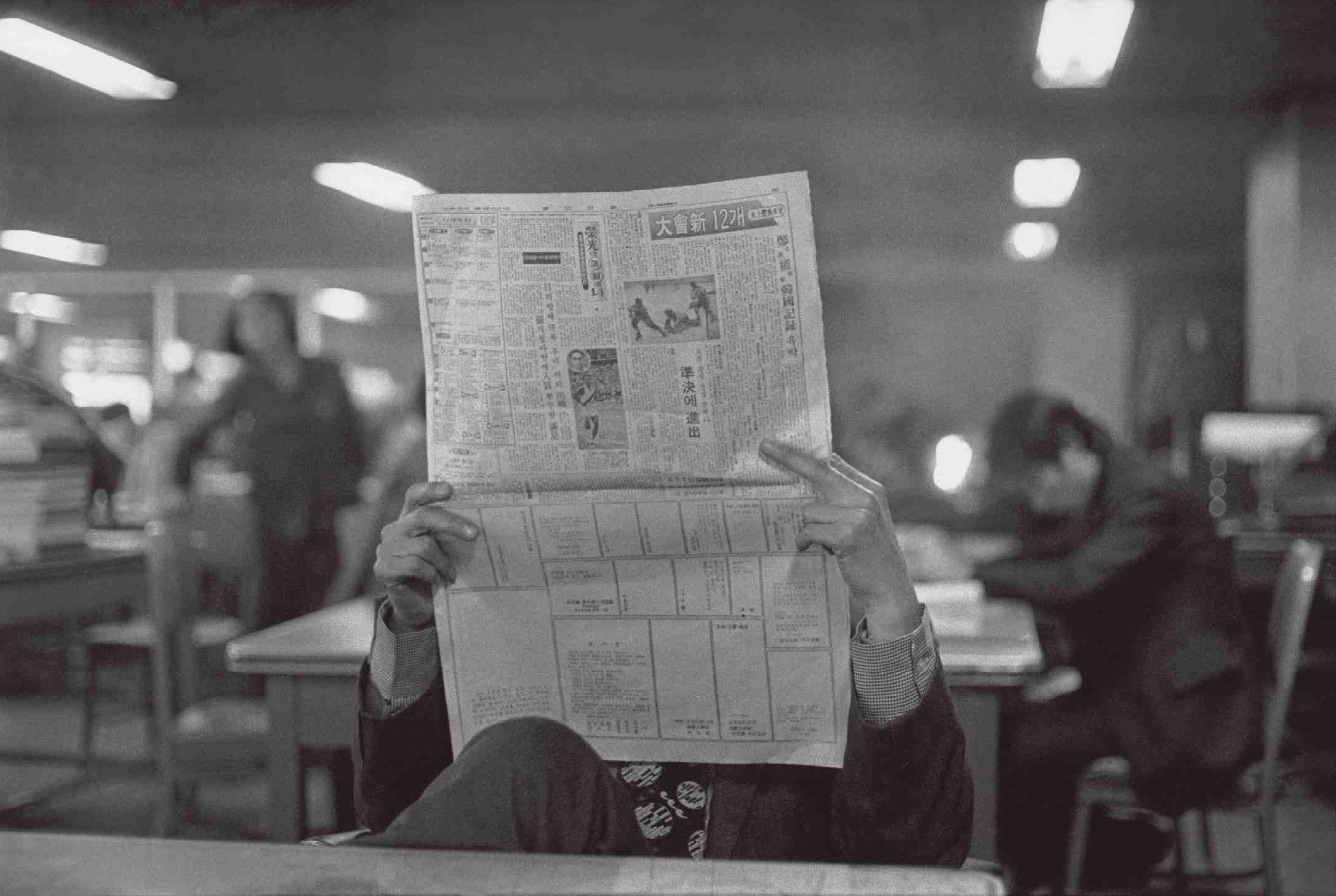
1975年1月23日，《韓國日報》記者正閱讀一期廣告位置空白的《東亞日報》。

1974年10月24日，韓國主要報章《東亞日報》的記者舉行「自由媒體保護大會」，抗議朴正熙政府對新聞界的壓迫，並要求保障新聞自由。《東亞日報》一直反對及抗議軍事獨裁統治，自從朴正熙擔任國家重建最高會議議長以來，該報章與他長期存在矛盾。事後，中央情報部對《東亞日報》的主要廣告商施壓，令大批本打算在《東亞日報》上刊登廣告的公司相繼解約。12月26日起，《東亞日報》停止刊登主要廣告，報章內沒有廣告的位置只好留白，或者完全以報道填滿全張紙面。
此事件不僅使《東亞日報》的廣告被解約，由該報章設立的東亞廣播亦受到牽連。1975年1月11日，東亞廣播的節目廣告被大量解約，在沒有廣告的情況下，部份廣播節目因此被迫中止，甚至需要縮短整個廣播時間。白紙廣告事件持續長達七個月，令《東亞日報》及旗下東亞廣播均出現經營困難。
最終，《東亞日報》管理層強行解僱反對朴正熙政府的示威員工以平息事態。被解僱的員工於1988年5月15日共同創辦了《韓民族日報》。

### 清除漢城露宿者
1975年，朴正熙下令清除漢城街頭的露宿者，數千人被警察逮捕並分別送往36處營地。被捕者隨後被當局用作奴隸勞工且遭受有辱人格的待遇，其中許多人死於酷刑。